# یوتا دلو
یوتا دلو یک ستاره است که در صورت فلکی دلو قرار دارد.